# Baptist Quaderer (Politiker, 1892)
Baptist Quaderer (* 28. März 1892 in Schaan; † 29. März 1931 ebenda) war ein liechtensteinischer Landwirt und Abgeordneter.

## Biografie
Quaderer war wie sein Vater Landwirt von Beruf. Von 1921 bis 1924 gehörte er dem Gemeinderat von Schaan an. Des Weiteren fungierte er dort von 1924 bis 1927 als Gemeindekassier. Von 1925 bis 1928 war er Mitglied des Landesschulrates. Als Mitglied der Volkspartei (VP) wurde er 1922 zum Abgeordneten des Liechtensteiner Landtags gewählt. Zeitweilig war er Schriftführer und Mitglied des Landesausschusses sowie der Finanz- und der Geschäftsprüfungskommission. 1928 trat er nicht mehr zur Wahl an, danach war er von 1929 bis zu seinem Tod Vizeobmann der Volkspartei.